# Santa Comba (parroquia)
Santa Comba (llamada oficialmente San Pedro de Santa Comba) es una parroquia, un lugar y una aldea española del municipio de Santa Comba, en la provincia de La Coruña, Galicia.

## Entidades de población
Entidades de población que forman parte de la parroquia:
- A Aldea
- A Costa do Papamoscas
- A Ponte de Arriba
- As Caselas
- As Cerdeiras
- As Fariñas
- A Torre
- Gontán
- Guisande
- O Combarro
- O Cubelo (O Covelo)
- O Papamoscas
- O Rueiro
- Randufe (Randufe de Abaixo y Randufe de Arriba)
- Santa Comba, formado por la unión de las aldeas de:
  - Santa Cataliña de Armada
  - Santa Comba
- Ventosa

## Demografía

### Parroquia
| Gráfica de evolución demográfica de Santa Comba (parroquia) entre 2000 y 2019 |
|                                                                               |
| Datos según el nomenclátor publicado por el INE.                              |

### Lugar
| Gráfica de evolución demográfica de Santa Comba (lugar) entre 2000 y 2019 |
|                                                                           |
| Datos según el nomenclátor publicado por el INE.                          |

### Aldea
| Gráfica de evolución demográfica de Santa Comba (aldea) entre 2000 y 2019 |
|                                                                           |
| Datos según el nomenclátor publicado por el INE.                          |